# Список переможниць конкурсу Міс Світу
Наступний список є переліком жінок, які стали переможницями конкурсу краси Міс Світу. 

## Тут не правильно написано
| Рік  | Міс Світу                        | Країна                          | Місце проведення          |
| ---- | -------------------------------- | ------------------------------- | ------------------------- |
| 2019 | Тоні-Енн Сінгх                   | Ямайка                          | Лондон, Велика Британія   |
| 2018 | Ванесса Понсе                    | Мексика                         | Санья, КНР                |
| 2017 | Мануші Чхіллар                   | Індія                           | Санья, КНР                |
| 2016 | Стефані Дель Валле               | Пуерто-Рико                     | Вашингтон, США            |
| 2015 | Мірейя Лалагуна                  | Іспанія                         | Санья, Китай              |
| 2014 | Ролін Строс                      | Південно-Африканська Республіка | Лондон, Велика Британія   |
| 2013 | Меган Янг                        | Філіппіни                       | Нуса-Дуа, Індонезія       |
| 2012 | Юй Венься                        | КНР                             | Ордос, Китай              |
| 2011 | Івіан Саркос                     | Венесуела                       | Лондон, Велика Британія   |
| 2010 | Александрія Міллс                | США                             | Санья, Китай              |
| 2009 | Каяне Алдоріно                   | Гібралтар                       | Йоханнесбург, ПАР         |
| 2008 | Ксенія Сухінова                  | Росія                           | Йоханнесбург, ПАР         |
| 2007 | Чжан Цзилінь                     | КНР                             | Санья, Китай              |
| 2006 | Тетяна Кухаржова                 | Чехія                           | Варшава, Польща           |
| 2005 | Уннур Бірна Вільяльмсдоттір      | Ісландія                        | Санья, Китай              |
| 2004 | Марія Хулія Мантілья             | Перу                            | Санья, Китай              |
| 2003 | Розанна Девісон                  | Ірландія                        | Санья, Китай              |
| 2002 | Азра Акін                        | Туреччина                       | Лондон, Велика Британія   |
| 2001 | Агбані Дарего                    | Нігерія                         | Сан-Сіті, ПАР             |
| 2000 | Пріянка Чопра                    | Індія                           | Лондон, Велика Британія   |
| 1999 | Юкта Мукхі                       | Індія                           | Лондон, Велика Британія   |
| 1998 | Лінор Абаргіль                   | Ізраїль                         | Майе, Сейшельські острови |
| 1997 | Діана Хайден                     | Індія                           | Майе, Сейшельські острови |
| 1996 | Ірене Скліва                     | Греція                          | Бангалор, Індія           |
| 1995 | Жаклін Агілера                   | Венесуела                       | Сан-Сіті, ПАР             |
| 1994 | Айшварія Рай                     | Індія                           | Сан-Сіті, ПАР             |
| 1993 | Ліза Ханна                       | Ямайка                          | Сан-Сіті, ПАР             |
| 1992 | Юлія Курочкіна                   | Росія                           | Сан-Сіті, ПАР             |
| 1991 | Нінібет Леаль                    | Венесуела                       | Атланта, США              |
| 1990 | Джина Толлесон                   | США                             | Лондон, Гонконг           |
| 1989 | Анета-Беата Крегліцка            | Польща                          | Гонконг, Гонконг          |
| 1988 | Лінда Петурсдоттір               | Ісландія                        | Лондон, Велика Британія   |
| 1987 | Улла Вайгершторфер               | Австрія                         | Лондон, Велика Британія   |
| 1986 | Жизель Ларонде                   | Тринідад і Тобаго               | Лондон, Велика Британія   |
| 1985 | Хольмфрідур Карлсдоттір          | Ісландія                        | Лондон, Велика Британія   |
| 1984 | Астрід Кароліна Еррера           | Венесуела                       | Лондон, Велика Британія   |
| 1983 | Сара-Джейн Гатт                  | Велика Британія                 | Лондон, Велика Британія   |
| 1982 | Маріасела Альварес               | Домініканська Республіка        | Лондон, Велика Британія   |
| 1981 | Пілін Леон                       | Венесуела                       | Лондон, Велика Британія   |
| 1980 | Габріела Брум (дискваліфікована) | Німеччина                       | Лондон, Велика Британія   |
|      | Кімберлі Сантос                  | Гуам                            |                           |
| 1979 | Джина Свенсон                    | Бермудські Острови              | Лондон, Велика Британія   |
| 1978 | Сильвана Суарес                  | Аргентина                       | Лондон, Велика Британія   |
| 1977 | Марі Стевін                      | Швеція                          | Лондон, Велика Британія   |
| 1976 | Сінді Брейкспір                  | Ямайка                          | Лондон, Велика Британія   |
| 1975 | Вільнелія Мерсед                 | Пуерто-Рико                     | Лондон, Велика Британія   |
| 1974 | Хелен Морган (дискваліфікована)  | Велика Британія                 | Лондон, Велика Британія   |
|      | Аннелін Кріль                    | ПАР                             |                           |
| 1973 | Марджорі Воллес                  | США                             | Лондон, Велика Британія   |
| 1972 | Белінда Грін                     | Австралія                       | Лондон, Велика Британія   |
| 1971 | Лусія Петтерле                   | Бразилія                        | Лондон, Велика Британія   |
| 1970 | Дженніфер Гостен                 | Гренада                         | Лондон, Велика Британія   |
| 1969 | Ева Рюбер Штайер                 | Австрія                         | Лондон, Велика Британія   |
| 1968 | Пенелопа Пламмер                 | Австралія                       | Лондон, Велика Британія   |
| 1967 | Маделейн Хартог Белл             | Перу                            | Лондон, Велика Британія   |
| 1966 | Рейта Фаріа                      | Індія                           | Лондон, Велика Британія   |
| 1965 | Леслі Ленглі                     | Велика Британія                 | Лондон, Велика Британія   |
| 1964 | Енн Сідні                        | Велика Британія                 | Лондон, Велика Британія   |
| 1963 | Керол Кроуфорд                   | Ямайка                          | Лондон, Велика Британія   |
| 1962 | Катаріна Лоддерс                 | Нідерланди                      | Лондон, Велика Британія   |
| 1961 | Розмарі Франкленд                | Велика Британія                 | Лондон, Велика Британія   |
| 1960 | Норма Каппальї                   | Аргентина                       | Лондон, Велика Британія   |
| 1959 | Корін Ротшефер                   | Нідерланди                      | Лондон, Велика Британія   |
| 1958 | Пенелопа Келен                   | ПАР                             | Лондон, Велика Британія   |
| 1957 | Маріта Ліндаль                   | Фінляндія                       | Лондон, Велика Британія   |
| 1956 | Петра Шюрманн                    | Німеччина                       | Лондон, Велика Британія   |
| 1955 | Сусана Дейм                      | Венесуела                       | Лондон, Велика Британія   |
| 1954 | Антигона Костанда                | Єгипет                          | Лондон, Велика Британія   |
| 1953 | Деніз Перьє                      | Франція                         | Лондон, Велика Британія   |
| 1952 | Мей Луїз Флодін                  | Швеція                          | Лондон, Велика Британія   |
| 1951 | Кікі Гаконссон                   | Швеція                          | Лондон, Велика Британія   |